# Ordem cíclica
Na Teoria da ordem, a ordem cíclica é um meio de arranjar conjuntos em um círculo. Ao contrário da maioria das estruturas da teoria da ordem, uma ordem cíclica não pode ser modelada como uma relação binária "a < b". Não se pode dizer que o leste está mais ao sentido horário do que o oeste. Assim, uma ordem cíclica é definida por uma relação ternária [a, b, c], indicando "depois de a, chega-se a b antes de c". Por exemplo, [Junho, Outubro, Fevereiro]. Uma relação ternária é considerada uma ordem cíclica somente se for cíclica, simétrica, transitiva e total. Não sendo total, resultará numa "ordem parcialmente cíclica".